# 3 Aquarii
3 Aquarii som är stjärnans Flamsteed-beteckning, eller EN Aquarii, är en variabel stjärna belägen i den östra delen av stjärnbilden Vattumannen. Den har också Bayer-beteckningen k Aquarii och beteckningen EN Aquarii som variabel stjärna. Den har en högsta skenbar magnitud på 4,43 och är synlig för blotta ögat där ljusföroreningar ej förekommer. Baserat på parallaxmätning inom Hipparcosuppdraget på ca 5,6 mas, beräknas den befinna sig på ett avstånd på ca 590 ljusår (ca 180 parsek) från solen. Den rör sig närmare solen med en heliocentrisk radiell hastighet på -22 km/s.

## Egenskaper
3 Aquarii är en orange till röd jättestjärna  av spektralklass M3 III, som har förbrukat förrådet av väte i dess kärna och utvecklats bort från huvudserien av stjärnor som solen. Den har en radie, baserat på en uppmätt vinkeldiameter för stjärnan, efter korrigering för randfördunkling, på 5,60 ± 0,70 mas, som är ca 108 gånger större än solens och utsänder från dess fotosfär ca 4,5 gånger mera energi än solen vid en effektiv temperatur av ca 3 900 K.
| Period (dygn) | Amplitud (Magnitud) |
| ------------- | ------------------- |
| 20,2          | 0,020               |
| 24,9          | 0,038               |
| 27,2          | 0,027               |
| 35,0          | 0,021               |
| 36,9          | 0,024               |
| 143,9         | 0,022               |
| 197,2         | 0,027               |

3 Aquarii klassificeras som en långsam irreguljär variabel, typ Lb, och dess magnitud varierar över tiden, enligt flera olika perioder med variation.